# Мегеб
Меге́б (ав. МохІоб) — село (аул) в Гунібському районі Дагестану, Російська Федерація. Розташоване за 17 км на південний схід від районного центру Гуніб, на хребті Залталу, у долині річки Шаріб.
Центр Мегебської сільської ради.

## Історія
За однією з версій, походження села пов'язане з переселенням декількох родів (тухумів) з села Муґі Акушинського району. У пошуках нового місця поселення вони дійшли до місця, де нині знаходиться село. Це сталось у 1396 році.
У 1450 році мешканці села прийняли іслам.
7 листопада 1925 року в селі встановлено Радянську владу, а у 1932 році створено перший колгосп.
В роки німецько-радянської війни 62 мешканці села взяли участь у бойових діях, з них повернулися додому — 30.

## Інфраструктура
У селі є середня і дитячо-юнацька спортивна школи, клуб, бібліотека, мечеть.

## Етнічний склад
Мегеб — єдиний населений пункт Гунібського району, не населений аварцями. У селі проживають мегебці — субетнос даргинців. Мегебська мова входить до північної групи даргинських мов.

## Відомі уродженці
- Алієв Булат — Герой Соціалістичної Праці.
- Гаджієв Булач Імадутдинович — Народний Герой Дагестану.
- Гаджиєв Магомет Імадутдинович — Герой Радянського Союзу.
- Гамзатов Магомед Юсупович — Герой Радянського Союзу.
- Магомедов Абдурашид — Герой Соціалістичної Праці.